# Nupserha trivitticollis
Nupserha trivitticollis är en skalbaggsart som beskrevs av Stefan von Breuning 1958. Nupserha trivitticollis ingår i släktet Nupserha och familjen långhorningar.
Artens utbredningsområde är Kenya. Inga underarter finns listade i Catalogue of Life.